# Martin Hurtado de Arbieto

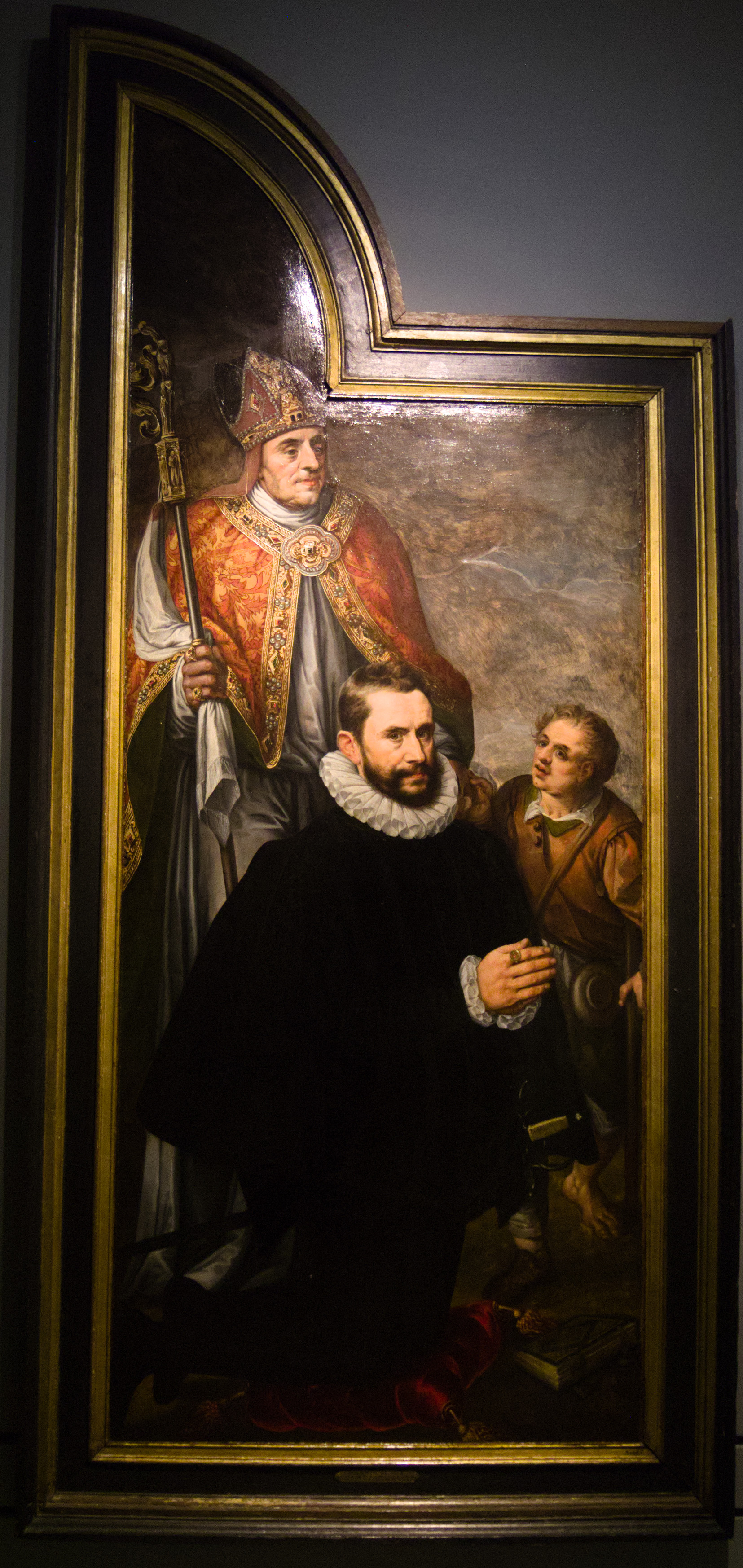

Martin Hurtado de Arbieto - baskijski konkwistador, rajca w Cuzco, wojskowy.
W bitwie pod Huarina służył pod dowództwem Gonzalo Pizarro, w której dostał się do niewoli. Po ucieczce udał się do Sucsahuana i służył pod Giron. Wraz z Captain Martin Garcia Ońaz de Loyola, dowodził 300 osobowym oddziałem, które podbiło Villca pampę i schwytał Tupac Amaru Inkę. Arbieto założył nowe miasto w Villca pampa. 
Jego portret namalował Marten de Vos na obrazie Don Martín Hurtado de Arbieto presentado por San Martín.